# Giovanni Francesco Setario
Giovanni Francesco Setario (falecido em 1516) foi um prelado católico romano que serviu como bispo de Avellino e Frigento (1510–1516).

## Biografia
No dia 11 de janeiro de 1510, Giovanni Francesco Setario foi nomeado durante o papado de Leão X como Bispo de Avellino e Frigento. Serviu como Bispo de Avellino e Frigento até à sua morte em 1516.